# Danemark aux Jeux olympiques d'été de 1932
Le Danemark participe aux Jeux olympiques d'été de 1932, à Los Angeles, pour la septième fois de son histoire olympique. Il est représenté par 43 athlètes, 35 hommes et 8 femmes. Les Danois glanent, à l’occasion de ces jeux, 6 médailles (3 en bronze et 3 en argent).  

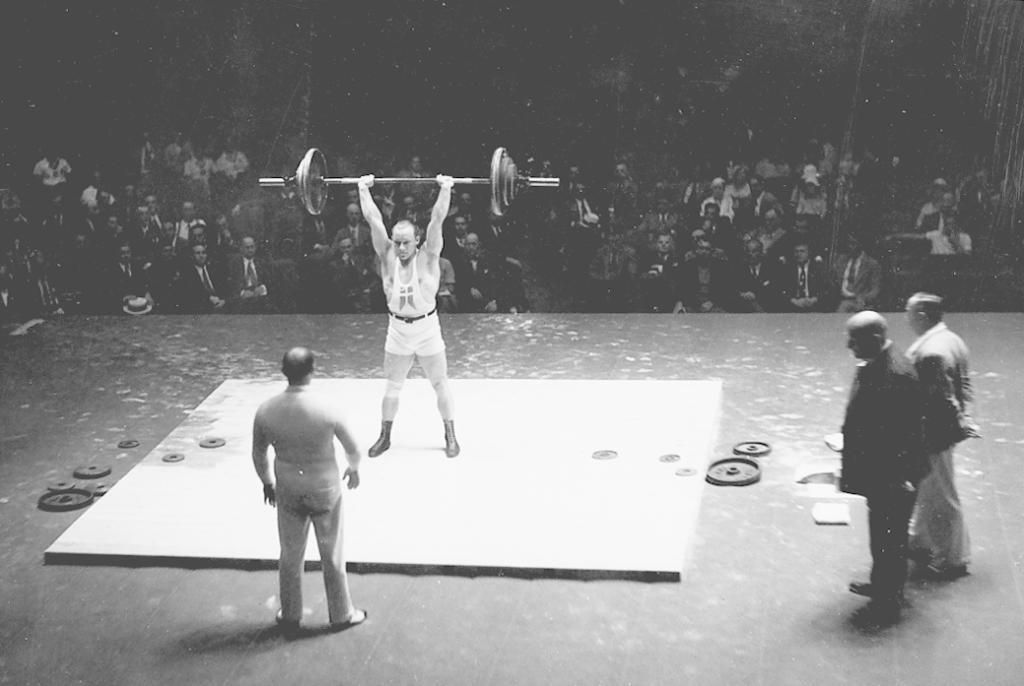
Svend Olsen vice-champion olympique en haltérophilie (mi-lourds).

## Tous les médaillés danois
| Médaille | Discipline    | Épreuve                                      | Athlète                                 |
| -------- | ------------- | -------------------------------------------- | --------------------------------------- |
| Argent   | Cyclisme      | Course par équipes sur route                 | Henry Hansen Leo Nielsen Frode Sørensen |
| Argent   | Lutte         | Lutte gréco-romaine Poids légers, 61 - 66 kg | Abraham Kurland                         |
| Argent   | Haltérophilie | Poids mi-lourds 75–82.5 kg                   | Svend Olsen                             |
| Bronze   | Cyclisme      | Tandem                                       | Harald Christensen Willy Gervin         |
| bronze   | Boxe          | Poids mi-lourds (-79,4 kg)                   | Peter Jorgensen                         |
| bronze   | Natation      | 200 m brasse féminin                         | Else Jacobsen                           |

## Sources
- (en) Danemark aux Jeux olympiques d'été de 1932 sur olympedia.org
- (fr) Tous les résultats du Danemark sur le site du C.I.O